# Маяк Хорсбурга
Маяк Хорсбург (китай.: 霍士堡灯塔; малай. Rumah Api Horsburgh) — працюючий маяк, який позначає східний вхід до Сінгапурської протоки. Він розташований на острові Педра Бранка. Перший сінгапурський маяк розташований приблизно в 54 кілометрах на схід від Сінгапуру і 14 кілометрах від малазійського штату Джохор.

## Історія
Маяк Хорсбург був названий на честь капітана Джеймса Хорсбурга (28 вересня 1762 р. — 14 травня 1836 р.), шотландського гідрографа з Британської Ост-Індійської компанії, яка в кінці 18-го і початку 19-го століття позначила багато морських шляхів навколо Сінгапуру. Його називали «морським оракулом світу». Його графіки і книги дозволили кораблям орієнтуватися у океані, рятуючи багато життів і майна в морях між Китаєм та Індією.

## Розташування
Маяк був побудований на виході гірських порід, які віками були виявлені на картах як Педра Бранка («біла скеля» з португальської). Він був побудований Джордж Тернбулл Томсон (1821—1884), державний майстер. У присутності губернатора Вільяма Джона Баттерворта та інших високопоставлених осіб камінь фундаменту маяка було закладено 24 травня 1850 року, а маяк був завершений в 1851 році. Маяк також відомий як маяк Педра Бранка.
Належність Педра Бранки був предметом розбіжностей між Малайзією та Сінгапуром до 2008 року. 23 травня 2008 року Міжнародний Суд присудив острів Сінгапуру.